# Oligosoma stenotis
Oligosoma stenotis — вид сцинкоподібних ящірок родини сцинкових (Scincidae). Ендемік Нової Зеландії.

## Поширення і екологія
Ophiomorus stenotis є ендеміками острова Стюарт. Вони живуть на альпійських луках вище верхньої межі лісу, на висоті від 480 до 960 м над рівнем моря.

## Збереження
МСОП класифікує цей вид як такий, що перебуває під загрозою зникнення. Oligosoma stenotis загрожує хижацтво з боку інтродукованих тварин.